# Theora
Theora是一個免權利金、開放格式的有損影像壓縮技術，由Xiph.Org基金會開發，該基金會還開發了著名的聲音編碼技術Vorbis，以及多媒體容器檔案格式Ogg。libtheora則是Xiph.Org基金會針對Theora格式的實作。
Theora是由On2 Technologies公司專屬的VP3編碼器，經過開放原始碼後衍生而來，目標是達成比MPEG-4 Part 2更好的編碼效率。Theora的命名來自於一個電視節目Max Headroom中的角色：Theora Jones。

## 發展歷史

### 開發緣起
Theora的前身是由On2 Technologies所開發的專屬影像編碼格式On2 TrueMotion VP3，VP3.1在2000年5月推出，三個月後推出的VP3.2則成為了Theora的基礎。2001年8月，On2 Technologies宣佈將會釋出一個VP3.2的開放原始碼版本，同年9月在網站www.vp3.com上面釋出VP 3.2的原始碼以及演算法。

### 轉變為自由軟體
2002年3月，On2將VP3原始碼的許可認證更改為LGPL；同年6月，On2將VP3以BSD-like的許可認證方式捐贈給Xiph.Org基金會，並且放棄VP3包含的智慧財產，允使任何人將VP3編碼作更動、衍生。
2002年8月，On2宣佈和Xiph.Org基金會達成協議，將會以VP3編碼器為基礎，製作一個新的影音編碼格式：Theora。On2認可Theora為VP3的後繼者，在2002年10月3日，On2和Xiph.Org基金會共同完成了Theora的實作：libtheora的最初版本，2003年6月9日，完成了Alpha 2版本；2004年3月20日推出了Alpha 3版本。
在VP3開放原始碼時，並沒有針對VP3的位元流格式做規範，2003年，Mike Melanson建立了一個不完整的VP3位元流描述，而後在Theora的規範中採用了部份VP3的位元流描述。
Theora的繼任者為Daala。

### Theora I規格
Theora I位元流格式最終在2004年6月libtheora 1.0alpha3版本釋出後確立，之後只要用libtheora編碼的影像都能夠正確無誤的播放，最終Theora I規格在2004年正式推出。
Theora影像的實作libtheora花了數年的時間在測試版狀態，最終正式版1.0版本在2008年11月釋出，隨後針對libtheora 1.0版本的作改進的1.1版（代號"Thusnelda"）也在在2009年11月釋出，1.1版本帶來了許多新特性和改進，像是位元率控制以及[[二次{{}}編碼]]。下個版本的 libtheora 也正在開發中，代號為Ptalarbvorm，不過目前Theora的程式碼已經近3年沒有重大更新，開發呈現停滯狀態。
隨著Theora逐漸成熟，使用Theora編碼的軟體也逐漸增加，例如維基百科就以Theora作為影片的編碼格式。Theora也曾經被確認為HTML5影像編碼的標準格式，但是在一些爭論之後被撤銷。

## 技術細節
Theora是一個變動位元率、以DCT為基礎的影像壓縮格式。和多數的影像編碼格式一樣，Theora使用了色度抽樣、block based motion compensation和8×8 DCT block，也支援視訊壓縮圖像類型和視訊壓縮圖像類型，但是不支援使用在H.264和VC-1的bi-predictive frames（B-frame），Theora也不支援隔行掃描、可变帧率，或8位以上原色色深。。
Theora的影像流可以儲存在任何的容器檔案格式中，最常用的是和聲音編碼Vorbis一起儲存在Ogg檔案格式中，這種方式可以提供完全開放、免權利金的多媒體檔案。此外Theora影像也可以儲存在Matroska檔案中。

## 影像表現

### 編碼表現
早期的VP3和Theora

編碼器在編碼結果上明顯不如同時期的其他編碼器。Google公司的員工Chris DiBona也在2009年宣稱Theora的編碼品質不佳，為了回應這個論點，Xiph基金會的開發者用Theora 1.1版本的編碼器和YouTube上的H.264以及H.263+編碼器做比較，結果發現Theora的編碼畫質可以比擬H.264，且更勝於H.263+。

### 播放表現
針對Theora的硬體解碼器，目前有開放原始碼的VHDL程式正在開發中。而2006年開始也有針對Nios II以及LEON處理器做為解碼器的開發計畫，不過目前並沒有任何可以針對Theora影像做硬體解碼的產品出現在市面上。

## 播放

### 瀏覽器原生支援
- Mozilla Firefox在3.5之後的版本[48][49]包括了Firefox Mobile（Fennec）[50]。

- Google Chrome在3.0.182.2之後的版本[51][52] ，自2009年7月起也包括Chromium[53]。

- SeaMonkey在2.0之後的版本[54]。

- Konqueror在4.4.2之後的版本[55][56]。

- Opera在10.50之後的版本[57][58]，在Opera 9.5的實驗版本中也有支援[59][60]。

### 瀏覽器外掛程式（Plug-in）
可以透過下列的外掛程式讓瀏覽器播放Theora影像
- Annodex的外掛程式（透過OggPlay（页面存档备份，存于））
- Cortado，一個以Java語言開發的播放器應用程式（applet）
- VLC媒體播放器針對IE以及Firefox的瀏覽器外掛程式

### 支援的應用程式
- FFmpeg（有自己的实现）
- Helix Player
- Miro Media Player（舊名Democracy Player）
- MPlayer以及其前端程式
- Songbird、Totem、Moovida和所有以GStreamer為基礎的播放器
- VLC（原生支援）
- xine和以libxine為基礎的播放器，像是Kaffeine
- Dragon Player和所有以Phonon為基礎的播放器